# Кристен Хигинс
Кристен Хигинс (на английски: Kristan Higgins) е американска писателка на бестселъри в жанра любовен роман.

## Биография и творчество
Кристен Хигинс е родена през 1965 г. в Дърам, Кънектикът, САЩ, в многолюдно семейство. Завършва е Колежа на Светия кръст с диплома по английски език. От затворената обстановка на католическия колеж е наследява любовта си към книгите и оттогава е мечтата ѝ да пише.
Работи е като копирайтър в рекламна и в PR компания. След като се омъжва се посвещава на децата си. Постепенно обаче, докато децата ѝ са малки, започва да пише във времето когато те спят следобед. Писането я увлича и тя, с незаменимата помощ на съпруга си, който е пожарникар и ходи на смени, започва да твори усилено. Поставя си цели за седмицата, които достига, макар и в неравномерно темпо.
Първоначалното наименование на романа е „Stalking Joe“. Тя го изпраща на двайсет издателства, но получава откази. Тогава се свързва с литературен агент и сключва договор с издателство „Harlequin“.
Романът ѝ, с новото наименование „Fools Rush in“, излиза през 2006 г. Резултатът е впечатляващ и следват още успешни романи, които са в списъците на бестселърите на „Ню Йорк Таймс“.
Критиката я нарича „капитанът на малкия романтичен град“ и „изгряващата суперзвезда в съвременната романтика“ на САЩ. Книгите са с лека интелектуална динамика, забавен диалог и разкошни сюжети. Нейните съвременни романси са със запомнящи се любовни истории за обикновени хора, съчетаващи странни семейства, реални проблеми и едно-две сладки кучета, както и много смях. Пише чисти романси без еротични елементи, за което е харесвана от мнозинството читатели.
През 2008 г. получава наградата „РИТА“ на Асоциацията на писателите на романси за романа си „Catch of the Day“, а през 2010 г. за „Too Good To Be True“.
Кристен Хигинс живее в Дърам, Кънектикът със съпруга си Едуин Хигинс и двете си деца, както и любимите си кучета и котки. Прекарват, колкото е възможно, свободното си време в къщата си в Кейп Код на брега на Атлантическия океан в плуване или ловене на риба.

## Произведения

### Самостоятелни романи
- Fools Rush in (2006)
- Just One Of The Guys (2008)
- Too Good to Be True (2009)
- All I Ever Wanted (2010)
- My One and Only (2011)
Моят пръв и единствен, фен-превод
- Until There Was You (2011)
- If You Only Knew (2015)
- On Second Thought (2017)
- Now That You Mention It (2017)
- Good Luck with That (2018)
- Life and Other Inconveniences (2019)
- Always the Last to Know (2020)
- Pack Up the Moon (2021)
- Out of the Clear Blue Sky (2022)
- A Little Ray of Sunshine (2023)
- Look on the Bright Side (2024)

### Серия „Заливът на Гидиън“ (Gideon's Cove)
1. Catch of the Day (2007)
2. The Next Best Thing (2010)
3. Somebody To Love (2012)

### Серия „Винарна „Синята чапла“ (Blue Heron)
1. The Best Man (2013)
2. The Perfect Match (2013)
3. Waiting On You (2014)
4. In Your Dreams (2014)
5. Anything for You (2015)

### Документалистика
- Crappy Friends (2020) - с Джос Дей